# 兵庫県立神戸学園都市高等学校
兵庫県立神戸学園都市高等学校（ひょうごけんりつ こうべがくえんとし こうとうがっこう）は、兵庫県神戸市西区にある県立高等学校。2025年に伊川谷高校と伊川谷北高校を統合して設立された。校舎は旧伊川谷北高の校舎を使用している。

## 概要
兵庫県立高校の再編により、兵庫県立北神戸総合高等学校、兵庫県立西宮苦楽園高等学校、兵庫県立三木総合高等学校、兵庫県立播磨福崎高等学校、兵庫県立姫路海稜高等学校と共に設立された。
伊川谷高、伊川谷北高の統合は2022年に発表され、同年中に伊川谷北高の校地に統合校が設置されることが決定した。校名は上記の他校と同様に、地域性や学びの特色がイメージしやすいことを考慮し、統合対象校の関係者の意見を取り入れた上で選考された。
校歌、校則、教育課程等は2024年中に決定し、募集定員や学級数は24年10月に公表された。
通学区域は第1学区及び明石市、三木市。
学科は普通科と推薦入学の文理探求科を設置する。文理探求科は1学年につき1学級。

## 沿革
- 2022年（令和4年）7月14日 - 伊川谷高校と伊川谷北高校の統合が発表される[3]。
- 2022年（令和4年）11月17日 - 統合校を旧伊川谷北高校の校地に設置することが決定[4]。
- 2025年（令和7年） - 開校。

## 設置学科
- 普通科
- 文理探求科

## 特色
大学と連携した文理融合教育、海外交流
普通科と文理探求科を設置。近隣に多在する大学や企業と連携した数理や統計的な情報処理の教育。
海外連携校の生徒との交流や研究成果を共有。海外の人とシンポジウム形式でのディスカッション導入。